# اندیس سرکمر (چماچم)
سرکمر (چماچم) یک اندیس غیرفلزی است که در حوالی شهر کوه اناران استان ایلام قرار دارد و مادهٔ معدنی موجود در آن، نمک است.سنگ میزبان این اندیس آهک است  